# Хуан Ігнасіо Санчес
Хуан Ігнасіо Санчес (ісп. Juan Ignacio Sánchez, 8 травня 1977) — іспанський баскетболіст.
Олімпійський чемпіон 2004 року.
Срібний призер Чемпіонату світу 2002 року.
Чемпіон Америки 2001, 2011 років, срібний призер 2003 року.
Срібний призер Чемпіонату Південної Америки 1999 року.
Бронзовий призер FIBA Diamond Ball 2004 року.